# 角倉賀道

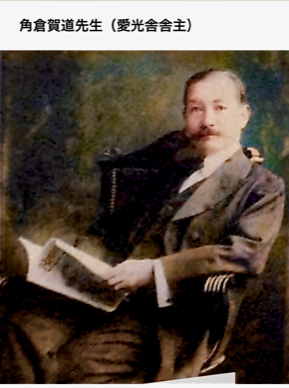

角倉 賀道（すみのくら よしみち、1857年4月14日〈安政4年3月20日〉 - 1927年〈昭和2年〉5月17日:250）は、日本の医師、クリスチャン、実業家、社会運動家。東京牛痘館主。族籍は東京府平民。

## 概略
角倉了以で知られる京都の豪商・角倉家の子孫。小児科医として種痘の普及に努める:259東京神田において日本初の民間種痘所「東京牛痘館」を設立し天然痘撲滅に尽力した。天然痘ワクチンの増産の目的でアメリカよりホルスタインを大量に輸入。全国一の規模と言われる乳牛牧場を複数開設した。また日本で初めて蒸気滅菌牛乳を販売するなど、日本の酪農業・牛乳業の先駆者の一人となった。バプテスト派キリスト教徒であり、三崎町教会の設立や禁酒運動にも携わった。

## 生涯記譜

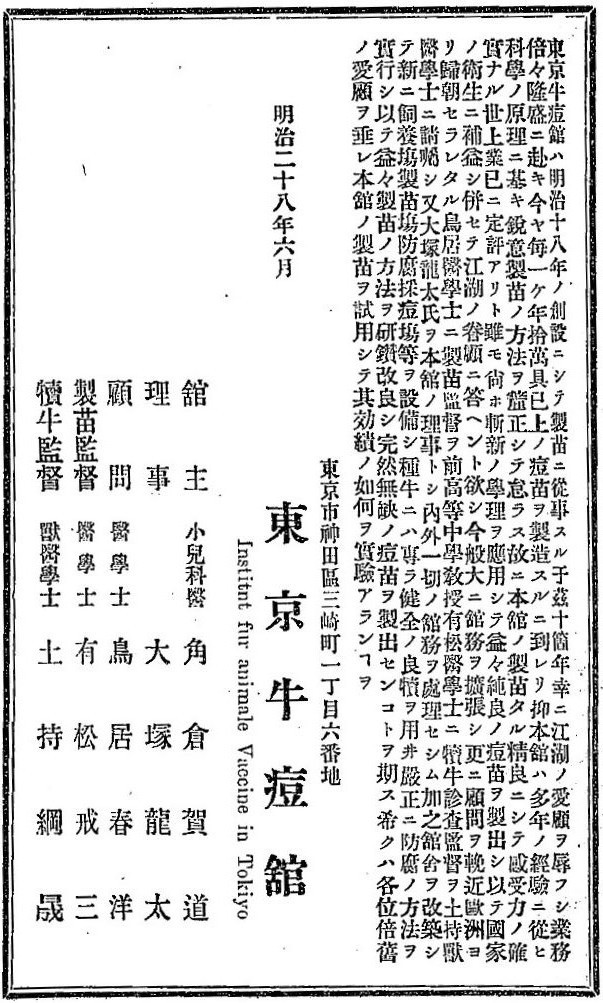
東京牛痘館

角倉賀道は、1857年4月14日（安政4年3月20日）、尾張国知多郡八幡村（現・愛知県名古屋市）に医師角倉市治の長男として生まれる。母は美ね。
賀道が4歳のときに母が他界。15歳のときに父も亡くなった。実姉の嵯峨と「八丁のおじいさん」に育てられた。1872年（明治5年）から京都で和漢学を修業。1874年（明治7年）から京都府医学校にて理化学・解剖学・生理学・動物学・植物学・薬物学・病理学を修業した。賀道は京都在学時に町の鳥やの前に立ち、何時間も鳥の解体を観ていたという。戸塚寛海に師事しながら1877年（明治10年）から済生学舎（長谷川泰の設立した私立医学校）で外科・内科・眼科を学ぶ。学費を稼ぐために夜は按摩をしていた。1878年（明治11年）埼玉県医学校に就く。1879年（明治12年）熊谷病院に転属。1880年（明治13年）内務省医術開業免許を取得し、神奈川県藤沢市で開業。神奈川県十全病院医となる。

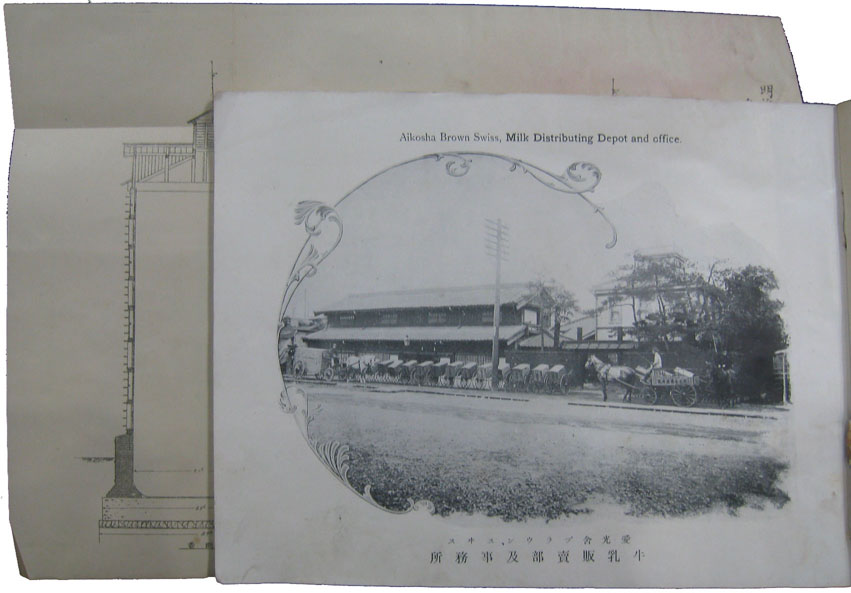
「天真堂医院」「東京種痘所」「愛光舎牛乳販売所」

1884年（明治17年）神奈川県天然痘避病院長を拝命。天然痘対策に奔走する。1884年（明治18年）頃に南新堀1-1（通称；霊岸島、現在の新川1丁目付近）に住んでいた。1893年（明治26年）に神田三崎町に移り住み、1919年（大正8年）から巣鴨町宮仲1931で終生を過ごした）。賀道はこの年、三崎町で日新牧場の跡地を買い取り、日本初の民間ワクチン接種所である「痘苗製造所東京牛痘館」（日本初の私立製苗所）を設立した（神田三崎町1-6）。併設して「愛光舎(牧場・牛痘種継所)」を設立。:259。天然痘ワクチン:259は賀道が1884年（明治17年）に神奈川県に牛痘種継所を開設した際、現代のような種痘（ワクチン）の冷凍保存などの手段がないため、常に生きている牛に天然痘を感染させておいて、必要に応じて「痘種」を採取して使用する、という発案に基づいていた。「種継所（牧場）」とはそうした天然痘専用の牛を飼っておく施設だった。乳業は当初、賀道の念頭にはなかった。神田三崎町 181P)
また、酪農の副産物である牛乳を病人や若年者、栄養の行き届かない乳児に、当時貧困と不衛生のさなかにある神田区で、母乳の替りに与えるよう啓蒙。
[引用:「新聞雑誌 第19号”乳母イラズ”」] 当時の牛乳は薬として用いられ、非常に高価であった。（一例として、東京に開業した和田牛乳の、明治12年（1879年）の牛乳の値段は1合(180ml)で3銭2厘(600円前後。通常のpetボトル500mlに換算すると1,800円)で高額だった。和田牛乳の明治12年の収支決算は純利益が374円(740万円）小売り業の純利益率を1.19%と考えると6億円に相当する売上げを挙げていたことになる。なお、鍋に生乳をいれて配達する配達夫は、周囲をうかがい裏口からこっそりと入ったと言う。これは、牛乳を買う家には病人がいるという変な噂が立たないようにとの配慮からであった（引用:『東京牛乳物語』（黒川鍾信著、1998年、新潮社刊）)）。

同年、内務省告示として種痘施術心得書が出されている。1874年（明治7年）10月にも 種痘規則（国立国会図書館） が行政告知されたが、収まる様子もない天然痘の大流行で年に数万人が亡くなる一方で、「種痘教科書」がいくつも出版され民間種痘所が全国規模でつぎつぎに設置されたが、ワクチン製造の技術も手法も知識も未成熟で、また医師でないものが種痘所を開店して混乱を招くなど、当時の政府として技術の統一化、医療器具の全国整備、医師の育成と許可制が急務だったからである。

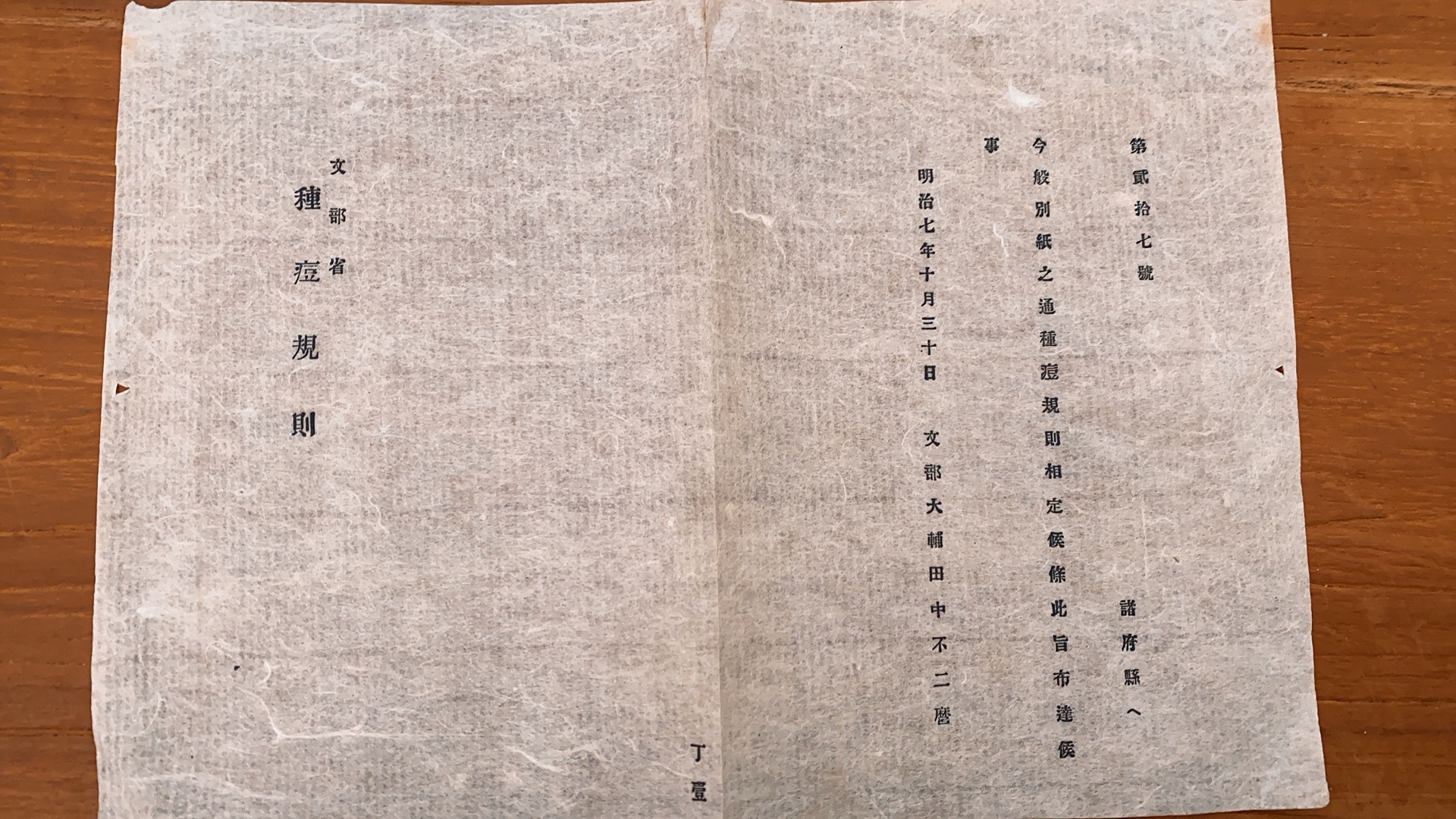
「明治7年告示　種痘規則（文部省）」＊医師免許がなければ種痘を行ってはならないと定めたもの。(山田優所蔵)
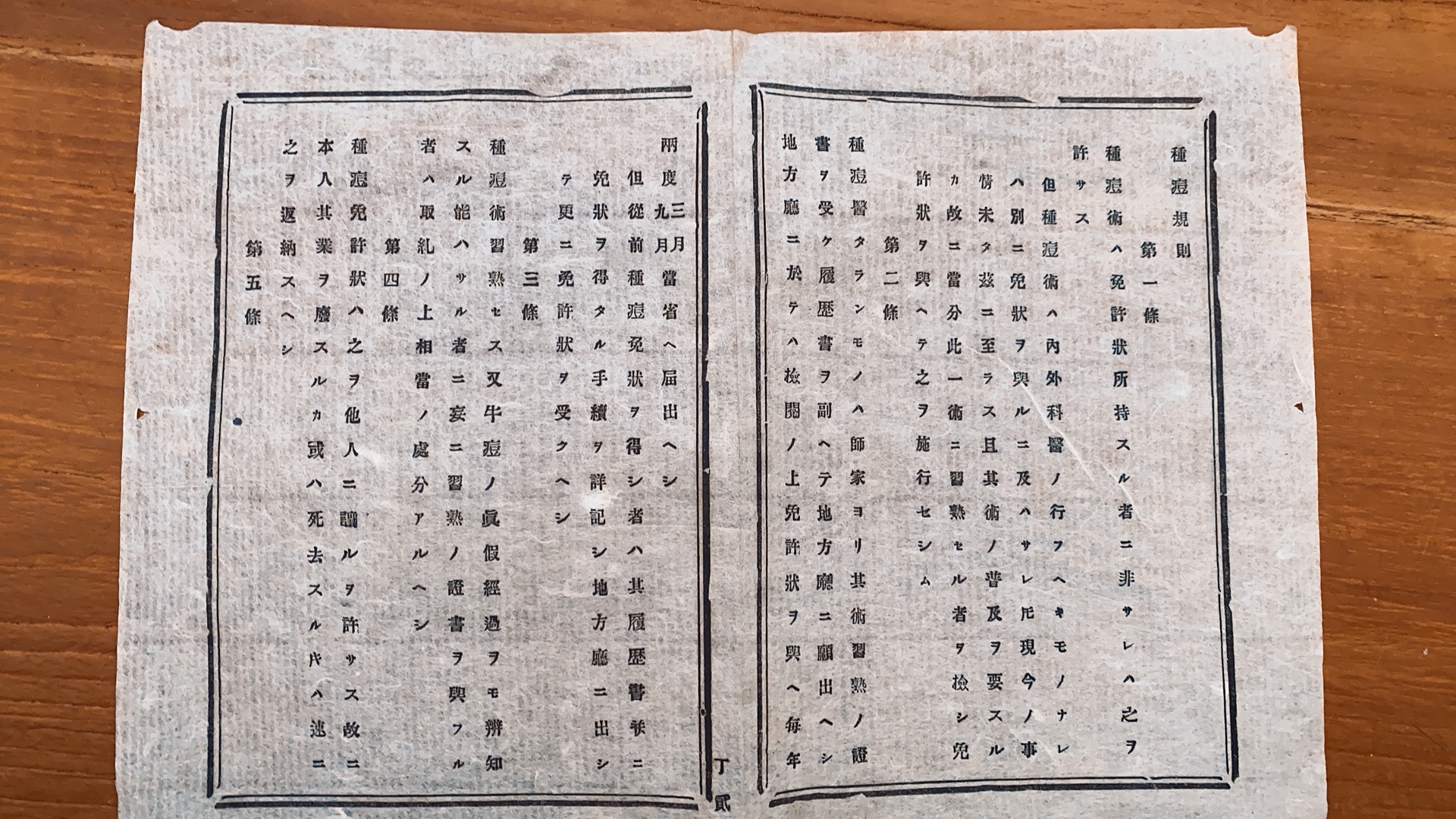

1889年（明治22年）、賀道は築地の浸礼教会（後の四谷新生教会）にて洗礼をうける。同教会の執事に任じられる（同年大日本生命保険株式会社設立発起人に名を連ねる）。このころ、牛痘販売は国内ほか、北米、中国、関東州、満洲、布哇にまでおよんだ。牛は1,000頭を保有するにおよび、廃棄はむごいということで帰朝した 宇都宮仙太郎(雪印乳業の祖）と相談して九段坂上に回陽舎牧場を開設。1895年（明治28年）に全乳牛に国内初のツベルクリン検査をおこない、結核牛の多きを知った。
1893年（明治26年）、賀道の長男である正道が東京獣医講所、通称麻布獣医学校（現：麻布大学獣医学部）を卒業し、小冊子『牛痘新論』を発表。同年に家族とともに巣鴨から神田三崎町に移住。

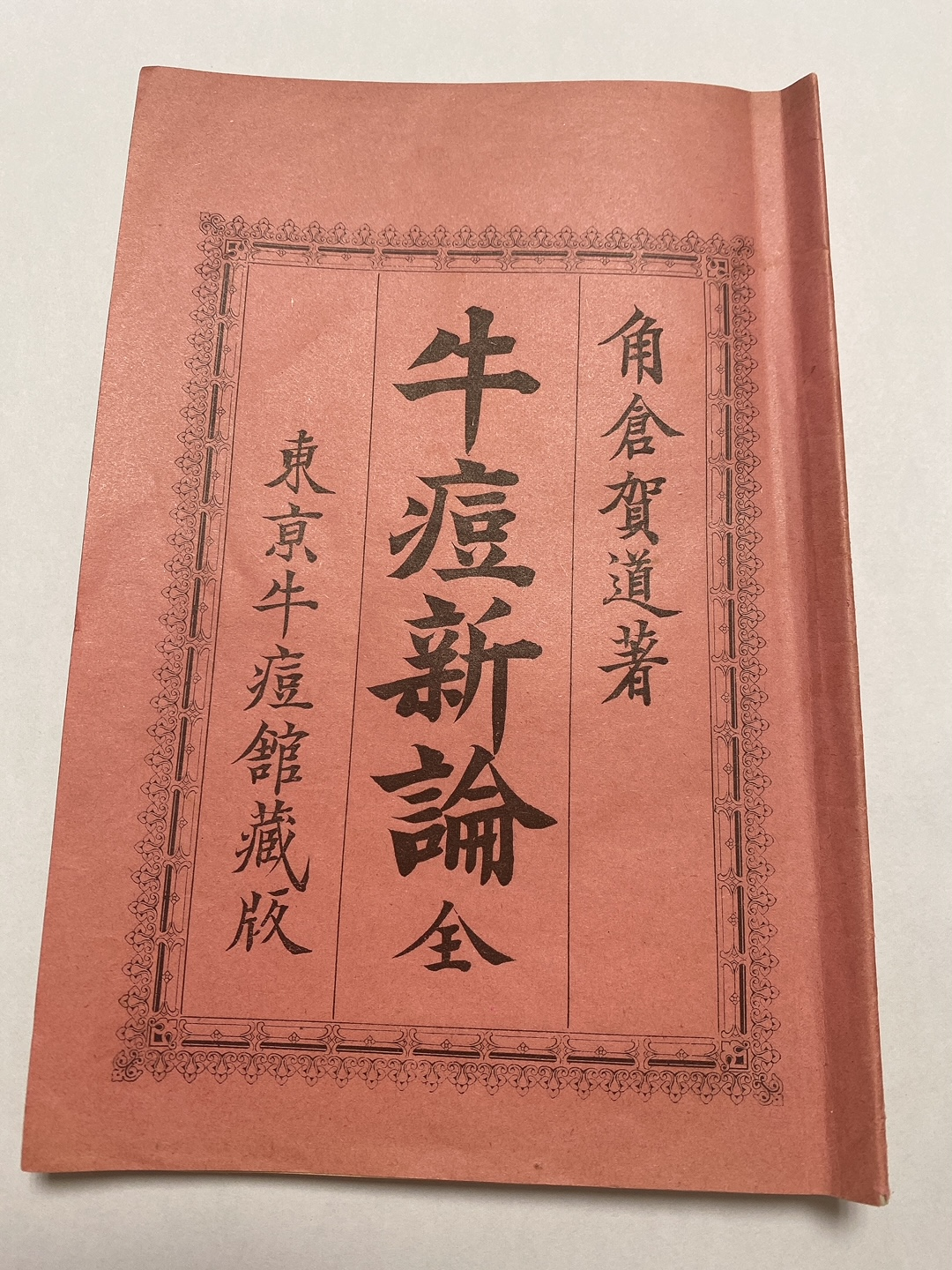
「牛痘新論」　山田優 蔵書
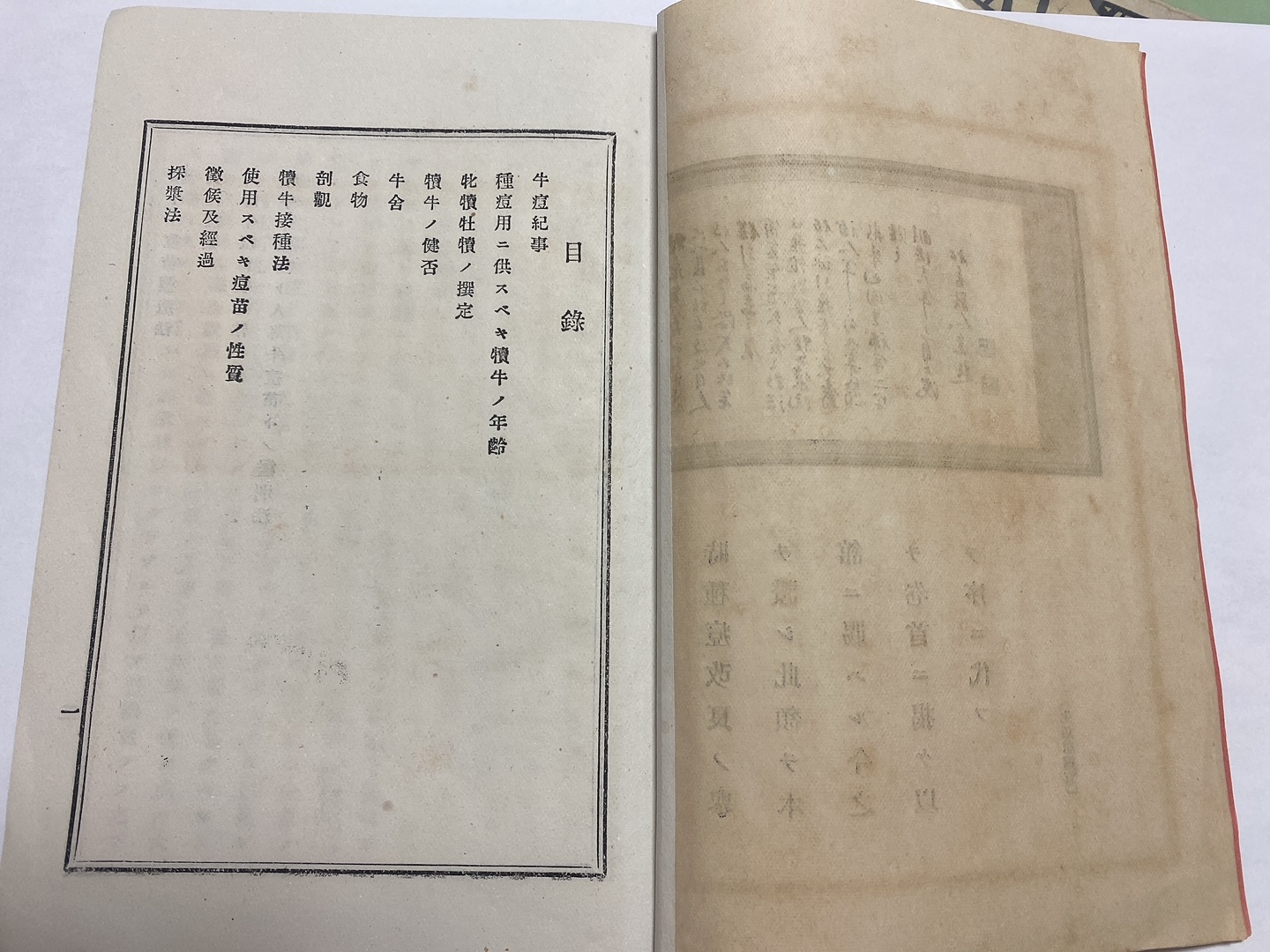
牛痘新論＿目次
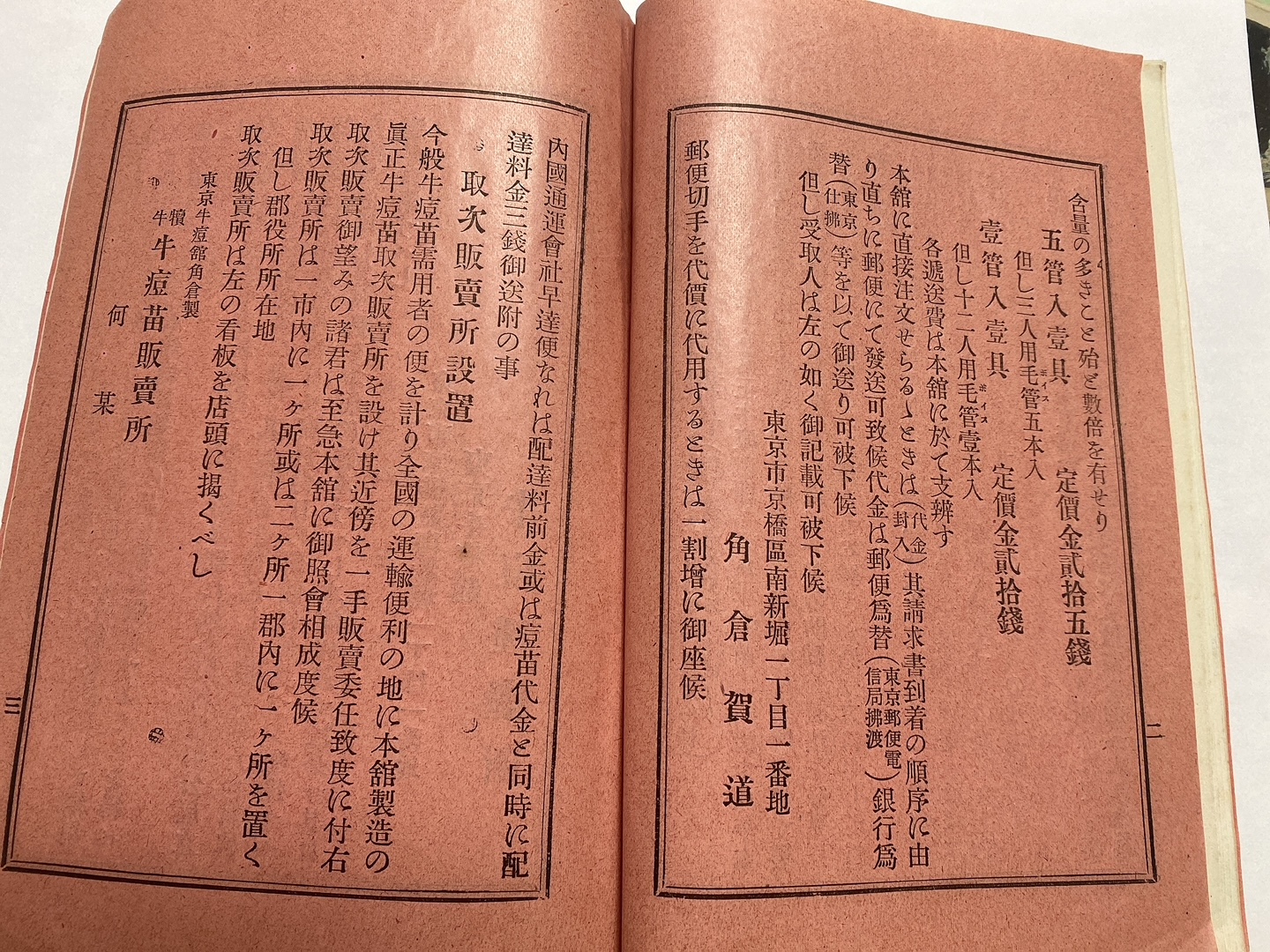
牛痘新論＿連絡先
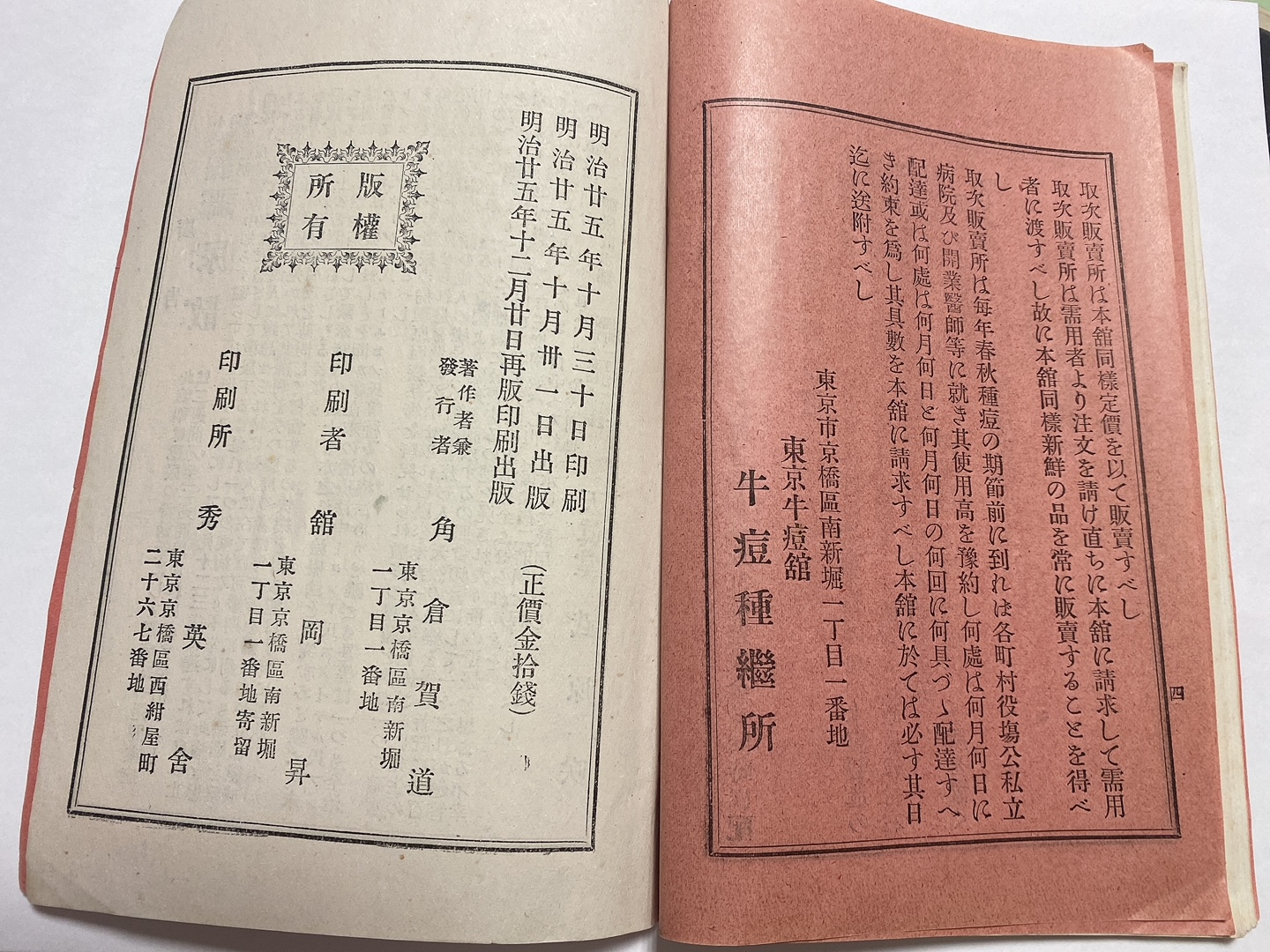
牛痘新論＿最終頁

1895年（明治28年）、賀道は東京牛痘館から『種痘全書』を刊行:117。
また所属していた浸礼教会の系列である、日本独立浸礼教会（小石川）と本石町浸礼教会（日本橋）の設立にも尽力。同年、バプテスト中央会館(三崎町教会)を米国牧師ウィリアム・アキスリングとともに設立。当時の神田区は、貧困と病苦にあえぐ労働者運動の活発化による神田青年会館の開設など、貸しホールの建設ラッシュにあり、キリスト教の布教や社会奉仕活動を目的として（三崎町）中央会館複合施設を建設。そこでは連日、労働能力の開発を目的として三崎英語学校・また巡回看護学校・無料法律相談所・人事相談所・託児所・労働者慰安会・女中店員むけの教育学習塾の開講を行った。（引用：「神田三崎町(昭和53年)「明治商売往来(昭和45年）1897年（明治30年）同じバプテスト教会の信徒である佐賀藩士で愛知県知多郡の同郷の名和儀三郎、牧師美山貫一の推挙で名古屋の小学校教師、山田三七郎（26歳）を愛光舎（牧場開設準備室、種痘所運営管理、牛乳乳製品販売管理）の総支配人に任命する。[引用:林鶴梁日記 第4巻255p]　
同年、「警察令」によって東京にある400の牧場に対して東京市外への”転居退去”が命令された。現在でいうところの”山の手線内”には大小多数の牧場が存在していたが、悪臭や衛生に対する東京府民の苦情が絶えず、それに対応するものであった。
1898年（明治31年）10月1日 東京九段美以教会において日本禁酒同盟会（会長安藤太郎）の発会式が行われた。角倉は美山寛一牧師の指示をうけて会計幹事として組織運営に参画。(資料：日本禁酒同盟）同年、山室軍平に三崎町の自宅の一室を救世軍本部として貸し出している。

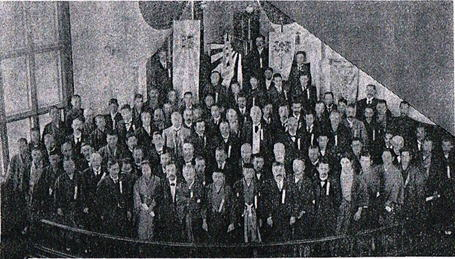
日本禁酒同盟 結成式（美以教会にて）

1898年（明治31年） 愛光舎巣鴨牧場(1898-1913)を創業。市街地への転出牧場の第1号である（明治初期、東京には“元武士”という大量の失業者があふれていた。その救済策の一つに「牛乳屋」という商売があった。牧場経営は旧幕藩の侍稼業と言われた。なぜなら東京府内には版籍奉還以降も広大な土地をもつ藩邸があったが、収入もなく、土地活用に困っていた武士が多かったので商売変えには打って付けであったからである。（例を挙げると1872年（明治5年）に松尾臣善が神田で牛乳策乳業を、1873年（明治6年）には神田猿楽町で北辰社が、1875年（明治8年）には松方正義が芝の三田で、山縣有朋が麹町三番町で、由利公正が京橋木挽町で、旧桑名藩主松平定教が向柳原、外務卿副島種臣が霞が関で牛乳屋を経営していた）。[北辰社：日本の市乳の開祖・前田留吉は明治14年に北辰社牧場を譲り受けた前田喜代松の叔父]

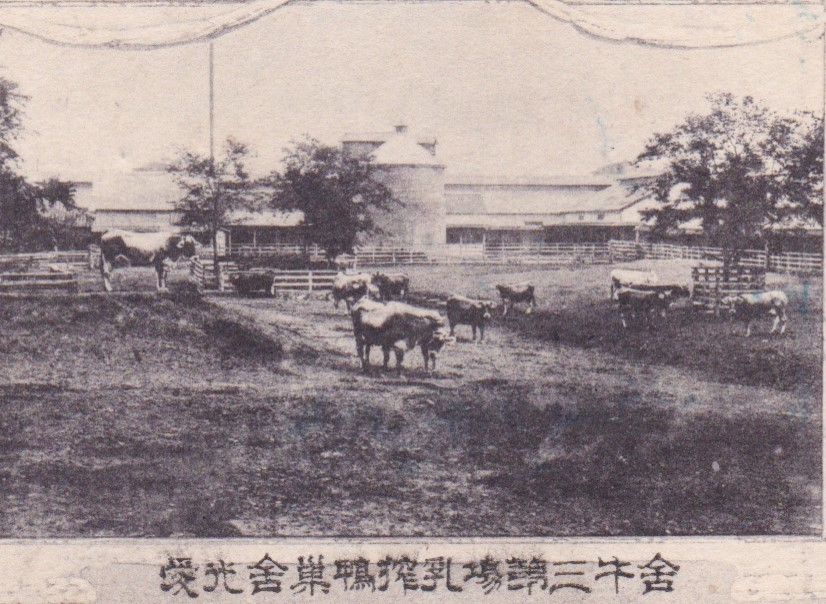

1900年（明治33年）1月『牛乳飲用の栞（著者角倉邦彦）』を刊行。栄養失調による乳幼児や高齢者のために牛乳の高栄養を広告。だが実際のところ、明治期の牛乳販売の質は概して低く、生乳を一日中常温で大きな缶にいれて配達をしていたため、腐敗が進み、また異臭を放ったため非常に評判が悪かった。そこで、米国の視察を終えた角倉賀道は、「蒸気殺菌牛乳」という技術をえて殺菌牛乳を販売するようになる。これはバック殺菌という方法で、密封したビン詰めの牛乳を、蒸気の高温で殺菌するものであった。蒸気殺菌により牛乳の質が改善するのをうけて、1900年4月7日、内務省は牛乳営業取締規則を公布し（省令）容器がガラスびんに替えられた（大正時代の終わり頃から、ようやく低温殺菌法の採用がみられるようになり、牧場でしぼった生乳をミルクプラントに運び、低温殺菌処理をしてからビン詰めして配達したと言われている。）:37。愛光舎牧場の事業を牛乳の製造販売に拡大。牛乳の蒸気殺菌を行った。
1903年（明治36年）初回の渡米。ウィスコンシン農科大学のヘンリー教授の畜産学・細菌学の講義を聴く。
1904年（明治37年）賀道は神田区会議員に選出、その後4期12年間区議を務めた。
1905年 (明治38年) 埼玉県大宮に愛光舎大宮種牛牧場を作り、ホルスタイン種牛の大量輸入も同時に行った。

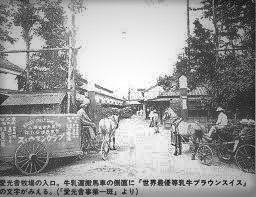
愛光舎大宮牧場（１）

1907年（明治40年） 渋沢栄一を発起人とする日仏協約への発起人に参加、尾崎行雄らと親交を得る。同年、東京商業會議所常議員に選出され4期16年これを務める。
1908年（明治41年）日本帝国ジェルシー種牛協会発足（庶務担当理事。*理事長に東京帝国大学農科大学教授獣医学博士津野慶太郎を選出、理事として東京愛光舎主角倉賀道（庶務）、及び東京阪川乳牛店主 阪川霽（会計））同年、三崎町中央会館は中央バプテスト教会としてリニューアル。初代牧師に吉川亀を迎えた。
1909年（明治42年）病院を閉院。1910年（明治43年）愛光舎板橋牧場の新設。1912年（大正元年）愛光舎巣鴨牧場が火災で焼失。前年まであった板橋競馬場、板橋・池上・川崎・目黒の4競馬会を併合し目黒競馬場を存続した『東京競馬倶楽部』が設立。板橋競馬場は廃止された（その跡地に、1913年（大正2年）敷地の一部を買収した巣鴨の愛光舎牧場が移転、板橋牧場を新設したもの）。1912年（明治45年）中国上海法界に愛光舎支店を設置

1913年（大正2年）神田三崎町「救世軍大学」から出火、神田区全域、愛光舎一帯も焼失する。[引用:新聞集成大正編年史 大正2年度版」

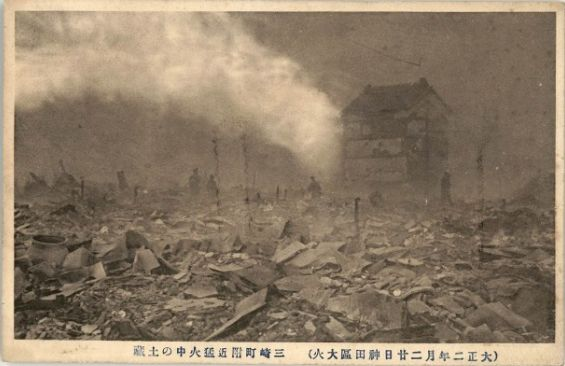
大正2年の神田火災事件(山田優所蔵)

同年、愛光舎『那古出張所』を開設(千葉県館山市の那古町に1,500坪の土地を取得)

同年、「愛光舎事件」が発生。結核牛から搾乳した汚染牛乳が混入したとの疑いから立件、摘発を受ける。[乳牛ジャーナル9月号] 1914年（大正3年）、支配人山田三七郎辞任　1915年（大正4年）角倉賀道、（大正8年）住居を巣鴨に戻す。牧場事業を東京牛乳株式会社へ譲渡。1923年（大正12年）東京商業會議所常議員を満了す。同年「関東大震災」発生す。

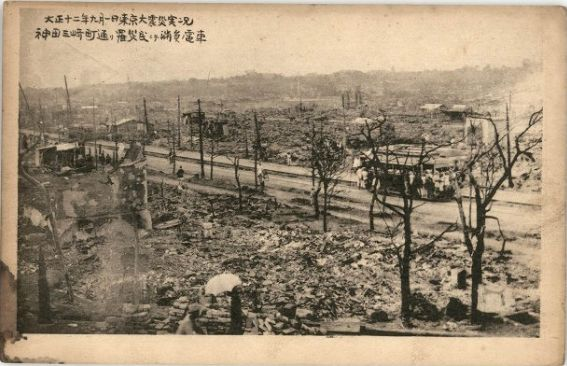
関東大震災 神田三崎町（山田優所蔵）

1927年（昭和2年）死去。
家督を長男 角倉正道(1885年(明治18年3月)生まれ)に譲る。正道は、麻布獸醫學校卒業後、愛光舎を継いで牧場経営、牛乳販売を継続した。正道の妻は宮川經輝の二女 芳香。）

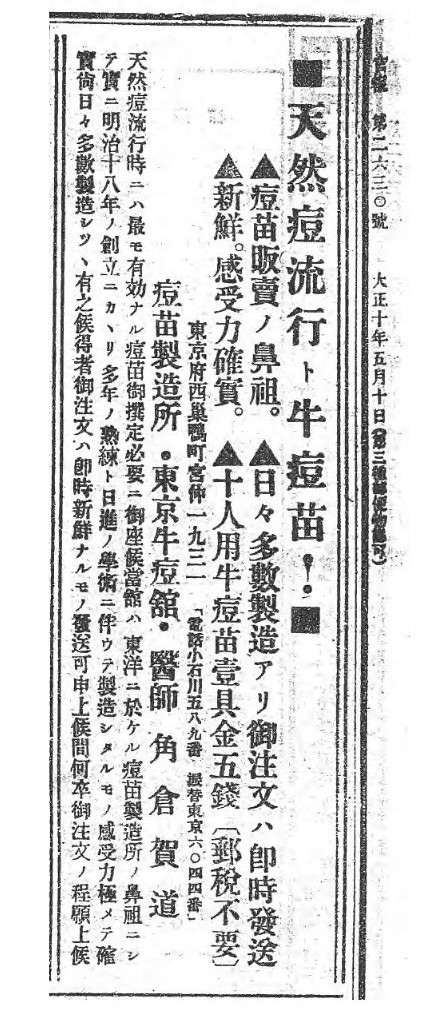

### 酪農経営
愛光舎牧場は、天然痘牛痘ワクチンの製造所。のちに牛乳の製造販売を展開した。
- 1899年（明治32年）『巣鴨牧場』開設
- 1900年（明治33年）『神田（牛乳）販売所』を開設。日本では初となる蒸気殺菌牛乳を製造。＊飼育と搾乳は巣鴨で行い、販売所を神田に置いた。
- 1903年（明治36年）乳牛用の牝牛の輸入を開始。1902年（明治36年、牝・牡各１頭のジャージーをアメリカから輸入した。1907年（明治40年）には純粋牝・牡20頭をアメリカから再び輸入、さらに翌41年にみたびアメリカに渡り、アウル系の優秀な純粋牝・牡6頭を購入、愛光舎におけるジャージーの繁殖を行った。この中の1頭、ゼ・アウルス・クイーン号についてみると、初産で乳量7,292.2ポンド(約3,300キロ)、乳脂量442.7ポンド(約200キロ)を出しており、帝国ジェルシー種牛会報第2号には、「本牛はアウル系中出色の才物にして能く父母両牛の各特徴を継承し、ジェルシー種牝牛としては真に模範的典型を得たるものとす。其体格の発育円満にして各部の調和宜しき。其品位の優雅高尚にして自から尊貴の形貌を具へたる」と記載されている。角倉賀道は愛光舎牧場を明治32年東京府巣鴨に創設、次いで明治38年に埼玉県大宮に愛光舎大宮種牛牧場を作り、ホルスタイン種牛の大量輸入も同時に行った。このように明治末期には東京においても次第に乳牛を飼養するものが増え、搾乳して市民に販売する牛乳搾取業の方が多く存在したと考えられる。（内訳：1902年 1頭・1903年 ブラウンスイス種 26頭・1904年 6頭・1907年 ブラウンスイス種 33頭、ホルスタイン種 24頭・1908年 ブラウンスイス種 38頭、ホルスタイン種 13頭・1909年 ホルスタイン種 9頭）
- 1905年（明治38年）『大宮牧場』開設。（埼玉県北足立郡大宮町（現在のさいたま市大宮区、コクーンシティ周辺）に8,000坪の大宮種牛牧場を開設。輸入ホルスタインほか乳牛300頭を飼育した。無結核牛乳を販売、法律制定以前に「低温殺菌消毒法」を日本で初導入、牛乳瓶の容器も改良して乳業界の一大革命を行った。その広大な規模は当時全国一と評される。のち片倉組大宮製糸場に土地を譲り閉鎖）
- 1910年（明治43年）愛光舎『千葉製酪所』 安房郡平群村山田に製酪所を設けた:38。しかし交通が不便であったことから:38、地元の製酪組合に施設を譲渡して船形町に移転:40。
- 1913年（大正2年）愛光舎『那古出張所』千葉県館山市の那古町に1,500坪の土地を取得して「愛光舎那古出張所」を開設。牛舎のほか発酵室などが設けられた:40。同年『巣鴨牧場』を板橋競馬場（板橋区板橋町）の跡地に移転。愛光舎事件にて摘発を受ける「不正牛乳事件」
- 1919年（大正8年）「那古出張所」が房総煉乳株式会社（現 明治乳業）に買収される
- 1927年（昭和2年）賀道が死去。長男正道が牧場を継承。再度、不正牛乳事件にて愛光舎主に罰金刑（愛光舎事件)[引用:新聞集成昭和編年史 昭和2年度版 3 (七月～九月)]

### 角倉酪農の特色
「預け牛制度」
牛にストレスを与えない新しい畜産方法を考案。繁殖と改良、種牛分譲を行うとともに、東京・神奈川・千葉・山梨・静岡・北海道へ、計8,000頭超の仔牛育成を預託し、各地の酪業普及に貢献した。これは全国の酪農家にもよい影響を及ぼしその後の酪農の発展に寄与した。

### 愛光舎関連企業
愛光舎は戦時統制期には休業状態となった。（統制団体には名前が見いだせない。）
1.愛光舎『板橋販売所（東京）』板橋の「愛光舎」工場では現在も乳酸菌飲料やヨーグルト、生クリームなどが製造されている。＊東京都板橋区栄町13-6
2.『愛光舎ビル』、かつての東京牛痘館愛光舍の道向かいには（現在の千代田区三崎町1-4-8）現在「愛光舎ビル」がある。テナントにハンバーガーショップ「I-kousya（アイコウシャ）」がある。ビルオーナーで店主の松橋は、「曽祖父～父の時代まで「愛光舎牛乳店」を経営していた」と解説した。
3.愛光舎『田村乳業（山形県酒田市）』1930年（昭和5年）創業。田村はるえによる創業。酒田市伝馬町に愛光舎製造工場がある。 (株)田村牛乳　山形県酒田市亀ヶ崎5-6-57 現在の代表は田村正一。
4.愛光舎『有限会社愛光舎牧場（栃木県日光市）』 2015年創業。栃木県日光市足尾町2126番地
5.愛光舎『工藤牧場（宮城県仙台市中島）』1913年（大正2年）工藤友蔵が創業。明治中期から同地にあった塚田牧場の諸権利を買い受けて始めた所だという。1957年（昭和32年）に廃業。

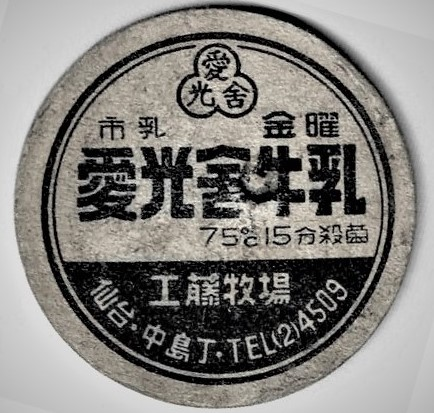
愛光舎工藤牧場

6.愛光舎（福島県伊達郡長岡村）1923年（大正12年）阿部國英が創業。自家搾乳・自家処理にて牛乳販売を行ったが、戦後は請け売りに転換。現在は「愛光舎森永牛乳販売店」（伊達市北後）として営業中。國英はクリスチャン。[引用：愛光舎 （小国フォルケ・ホイスコーレ）]
7.愛光舎市乳合名会社（茨城県日立市久慈町新宿）沢畑碩亮による経営、創業沿革は不詳。会社法人は戦後の設立。昭和30年代後期に廃業した。旧久慈郡久慈町の複数の業者が合同したもの。
8.愛光舎（神奈川県茅ヶ崎市茅ヶ崎）青木房次郎による経営、創業沿革は不詳。昭和34年前後に廃業している。神奈川は東京愛光舎の預託エリアのひとつであった。
9.新潟健康舎　東京愛光舎より派生した搾乳業者。東京愛光舎の預託牛が乳業創始の端緒、（同舎での勤務経験を活かして郷里に独立開業を果たすケースは過去複数あった）現在、唯一確認できるのは、1905年（明治38年）に創業した村山米策の「新潟健康舎」である。
[引用；新潟港の近代化についての一考察 （長岡大学-研究論叢・第11号）]

## 家族
角倉家は、京都の豪商角倉家をルーツとしており、賀道も角倉了以の子孫である:6。父は角倉市治。賀道と妻,咲子(1863/5/14~1925/9/9没　大分県下毛郡の武原利惣平の四女で武原和造の妹）は五人の子宝に恵まれた。
- 長男正道(1885/3/20~)。正道と妻芳香（熊本洋学校から牧師となった宮川経輝の娘）の間には4人の子に恵まれた。
  - 長女美禰子はピアニスト、YMCA総主事齊藤惣一の長男齊藤勇一に嫁ぐ。
  - 次女美知子は関東学院大学教授山本太郎に嫁ぐ。(與市)。
  - 長男は正晴、～1974年まで三井銀行に勤務。妻は赤熊秀子
- 次男角倉邦彦[10]:5(1890/6/19~)1890年誕生　1915年鳥取高等農業学校教授　鳥取大学教授、1981年死去。妻は栗原寿賀子（神奈川、栗原清八郎の二女）4人の子に恵まれた。
  - 長男：角倉敏彦 - 1919年誕生　1946年倉敷紡績入社　1970年倉敷紡績取締役　1974年東名化成会長　1978年金沢工業大学教授　　妻：林尚（岡山、林源十郎の二女）長男：角倉素夫長女：角倉章子（三井物産　神坂孝三の妻）
  - 二男：角倉泰彦（1923~)
  - 長女：山崎好子 - 日空工業社長　山崎健二の妻、山崎友三の二男
  - 二女：千住文子 - 慶應義塾大学教授　千住鎮雄の妻 [10]:6。3人の子に恵まれ、各界で活躍を続けている。千住博 日本画家、千住明 作曲家、千住真理子 ヴァイオリニスト。[10]:6。

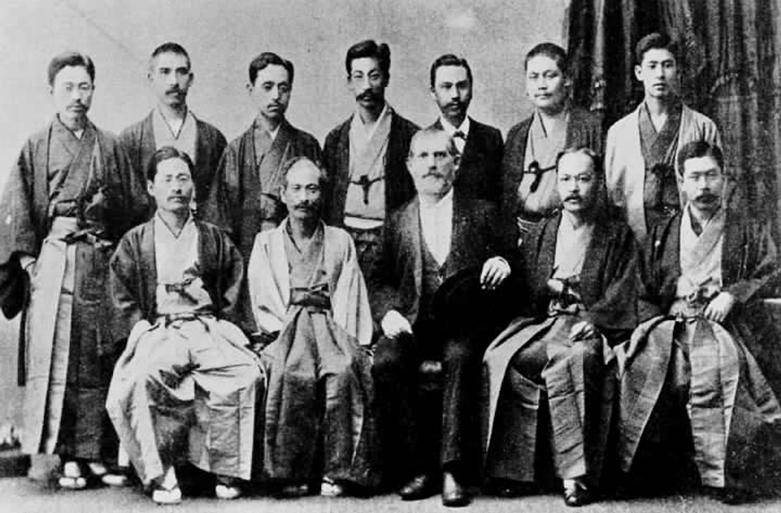
長女・愛子の舅・井上達也（前列右から2人目）。前列左端に河本重次郎、同中央にドイツ人眼科医、その他は井上眼科会の会員

- 長女：井上愛子(1892/11/3 - ) - 醫學博士井上達二（pl:Tatsuji Inouye、駿河台井上眼科病院 長）に嫁ぐ。5人の子に恵まれ長男正澄は井上眼科病院を継いだ。夫・達二の父・井上達也（1848－1895）は徳島藩医・井上肇堂の四男で、日本人初の眼科学教授となり、日本初の眼科専門誌「井上眼科学研究会報告」を創刊した医師[12][13]。夫の妹の婿に解剖学者の井上通夫がいる[14][15]。
- 次女：山本光子(1896/3/8 - ) - 静岡出身の相良物産社長山本平三郎の子、山本亮と結婚、４人の子に恵まれた。
- 三女：四方真砂(1902/9/1 - ) - 帝大醫學部講師四方敬一に嫁いだ。

(参考資料；人事興信録　4版　人事興信録　8版　人事興信録　13版　人事興信録　28版　人事興信録　37版）

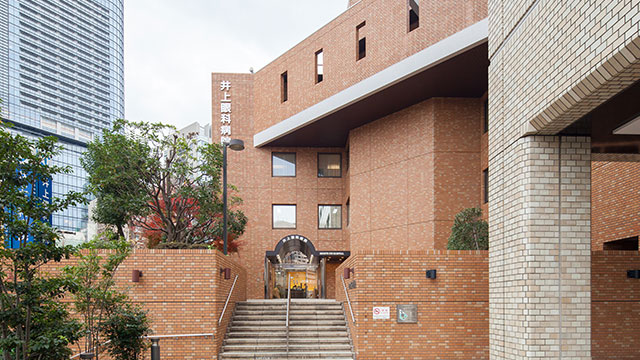
井上達二　愛子の夫で代々医業を営む井上家、当時、大きく世界に遅れをとっていた幕末〜明治の医学において、父の井上達也の眼科研究は世界トップレベルにあり、論文は医療先進国のドイツにおいてもその名は轟いていた。達也の次男の達二もまた、 東京大学眼科学教室（のちの 眼科学会）を創設し、駿河台に済安堂医院（井上眼科病院）を設立。2021年には創業140周年を迎えた 井上眼科病院（東京神田駿河台）は、今も達也、達二の志をつぐ日本最高レベルの眼科である。現理事長 井上賢治院長のもと、さらなる先端医療の開発に挑む。  - 井上眼科病院(東京神田駿河台）撮影者:山田優

## 友人
- 片山潜　日本の社会主義者 キリスト教に原点をもつ社会改良思想。ニコライ堂、神田青年館（YMCA)、番町教会(植村正久）、美以教会（九段上）、三崎町教会などがある
- 山室軍平　岡山県出身のクリスチャン。角倉の自宅を間借りして救世軍を立ち上げた。同志社で神学を学び日本救世軍の司令官となった。
- 松村介石　安政6年(1859年)に播磨国明石藩士にうまれ横浜でキリスト教受信。教育者、牧師として懇親があった。
- 神近市子　神戸出身　教育者、衆議院議員、女性活動家
- 伊藤為吉 三崎町の建築家 クリスチャン 耐震工事の第一人者。
- 救世軍 メソジスト派 軍隊組織をもつ伝道と社会奉仕の団体 山室軍平らが日本支部創設
- 美山貫一　1847年（弘化4年）生まれ。長州藩士　キリスト教牧師  ハワイでの移民日本人の素行の悪さにつき領事安藤太郎に禁酒を提言。世界的な禁酒運動の旗手となった。
- 尾崎行雄　文部大臣　東京市長(都知事）全国の小学校中学校への天然痘対策に奔走し、また就学率向上のために通信教育学校を設立。
- 五十嵐喜広　山形出身 1872年（明治5年）5月20日生まれ。松村介石にまなびキリスト教に入信。岐阜県古川町で伝道をはじめ、1895年（明治28年）県初の児童収容施設の飛騨育児院をつくる。角倉は徳富蘇峰、横井時雄、植村正久、片山潜らとともに施設運営を支援した[1]。顧問や賛助者には島田三郎（衆議院議長）、本多庸一、江原素六、丸尾興堂、平田平三ら28名、加藤直士、島貫兵太夫ら287名がいた。
- 高田畊安　医師。神奈川県茅ケ崎にあったサナトリウム「南湖院」の院長。同志社教会でラーネッドから受洗した。『牛痘新論』『種痘全書』は角倉と高田の共著。
- 山田弥十郎　救世軍に参加した山室軍平を支えてほとんどその一生を救世軍のために捧げた。明治31年当時、神田三崎町にて角倉と交流があった。
- 宇都宮千太郎 1866年(慶応2年）大分生まれ 神田共立学校卒 青木周蔵の家に下宿、牛乳に出会う。エドウィン・ダンの指導で1887年(明治20年）カリフォルニアに渡る。ヘンリー博士・キング博士の教えをうけ「札幌乳牛搾取業組合」を設立。札幌の酪農の父[引用：酪農学園草創史 62P]
- 出納陽一 1890年(明治23年）大分県生まれ 北海道酪農義塾創設（のちの酪農学園）東北帝大農科大卒 愛光舎に入社。山田三七郎の縁談で宇都宮千太郎の次女琴子と結婚。1921年に宇都宮千太郎は娘婿の陽一を私費でデンマークへ留学。1941年、満州拓殖公社の嘱望され開拓移民の酪農指導。戦後は佐賀酪農塾の塾長をつとめ若手の育成にあたる。酪農学園大学教授をつとめた。[引用：酪農学園草創史 74P]
- 宮川経輝　1857年(安政4年）日本の牧師、女子教育者。熊本バンドの中心人物で、日本組合基督教会の指導者。海老名弾正、小崎弘道と共に組合教会の三元老の一人と言われた。
- 阪川霽    東京阪川牛乳店創業者、阪川當晴の子。牛乳店は明治3年（1870）創業。医師松本良順（元江戸城奥医師のちに陸軍軍医総監）が義父の旧旗本阪川當晴と組んで、東京赤坂に和牛・洋牛各1頭で始めた牛乳屋。（現在のプルデンシャルタワーあたり）当初、この会社は阪川當晴、松本良順、赤松則良（多津の妹・貞の夫）、佐藤尚中（山口舜海。泰然の養子）、林洞海（多津の父）らと共に結社していた。その後、結社諸氏の多くは官職に就き、阪川が独り維持する形となった。（大正8（1919）年6月に株式会社阪川牛乳店となった際、社長には赤松 範一（則良の長男）、また監査役には、榎本尚方（武揚の三男）と林若吉(若樹。多津の兄・林研海の子）が就いた）早々に移転を迫られ、麹町五番町へ移転（英国大使館あたりという）

## 著作
- 「牛痘新論」1882年 角倉賀道著 　国立国会図書館蔵（山田優氏個人蔵）全国書誌番号:40056815
- 「種痘全書」1894年  角倉賀道著　国立国会図書館蔵 全国書誌番号:41020443
- 『牛乳飲用の栞』 1899年刊行　角倉賀道著  国立国会図書館蔵 全国書誌番号:40058727